# Vanguard TV3BU
Vanguard TV3BU (BU - skrót od Backup (Unit)) – drugi niedoszły amerykański sztuczny satelita programu Vanguard, model bliźniaczy wcześniej wystrzelonego satelity Vanguard TV3. Start tego satelity, tak samo jak wcześniejszy, miał być wkładem USA w Międzynarodowy Rok Geofizyczny.
Start rakiety nastąpił 5 lutego 1958 z wyrzutni nr 18A na przylądku Canaveral. 57 sekund po starcie nastąpiła utrata kontroli nad rakietą, co skutkowało nadmiernym przechyleniem rakiety w kierunku Ziemi, a następnie rozpadem rakiety w powietrzu. W wyniku awarii rakieta osiągnęła maksymalny pułap na wysokości 6 km.